# Irisbus Axer
Le Karosa C 956 (ou Irisbus Axer en France) est un autocar de ligne interurbaine fabriqué et commercialisé par le constructeur tchèque Karosa, et en collaboration avec Renault Véhicules Industriels ainsi qu'Iveco Bus, qui créeront la marque Irisbus. Il sera produit de 2001 à 2007.
Il sera lancé avec un moteur Renault ayant la norme européenne de pollution Euro 2 puis avec un moteur Iveco Euro 3.
L'Axer / C 956 remplace indirectement le Karosa Récréo C 935 et sera remplacé par les Irisbus Arway et Crossway.

## Historique
L'Axer est produit après la fin de production du C 935 pour la version standard (Karosa Récréo) en 2002. Cependant la version C 955 fait son apparition sous la dénomination Récréo. L'Axer permet un remplacement du Renault Tracer en France.
Les derniers Axer sont livrés fin 2006.

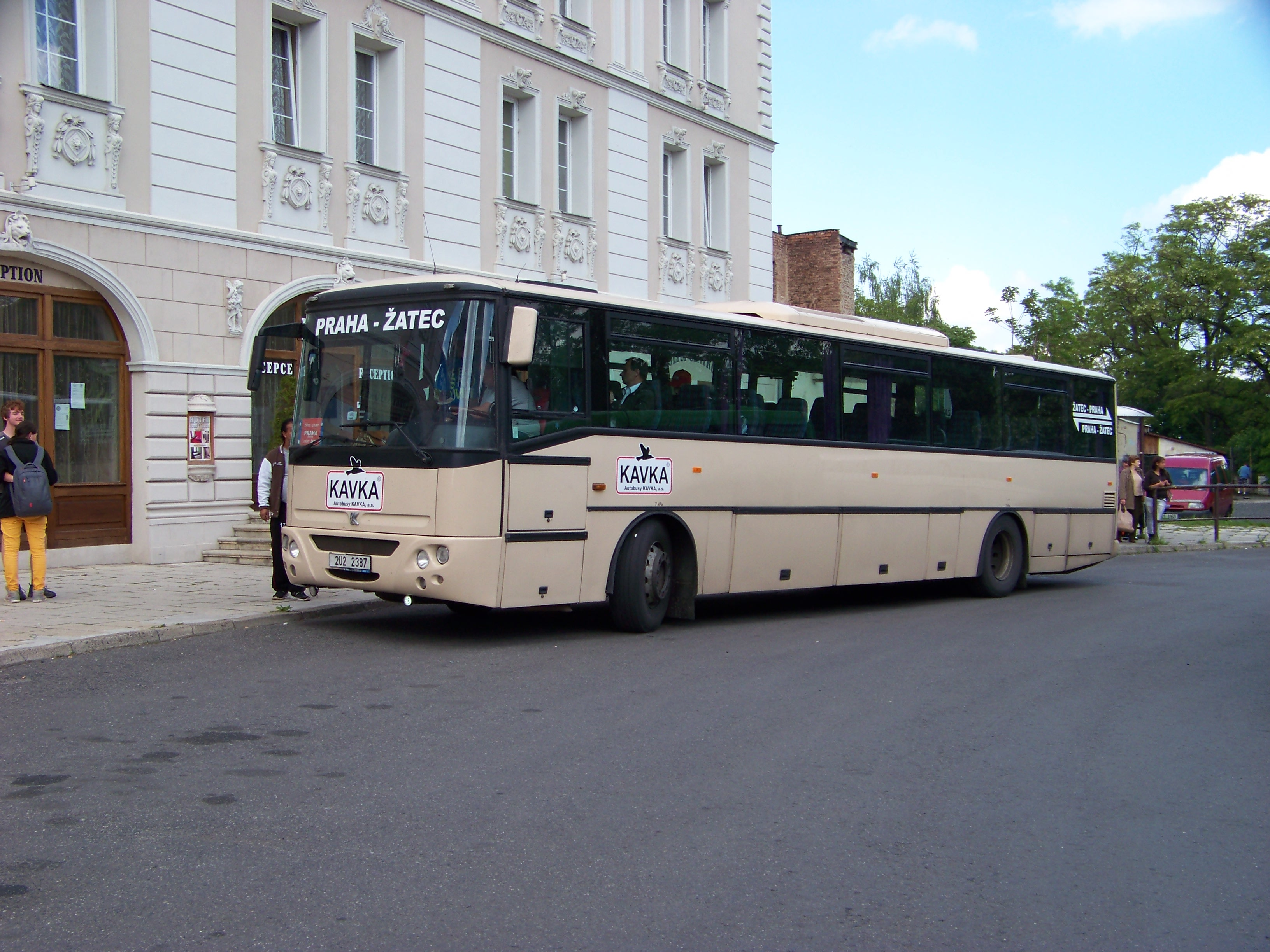
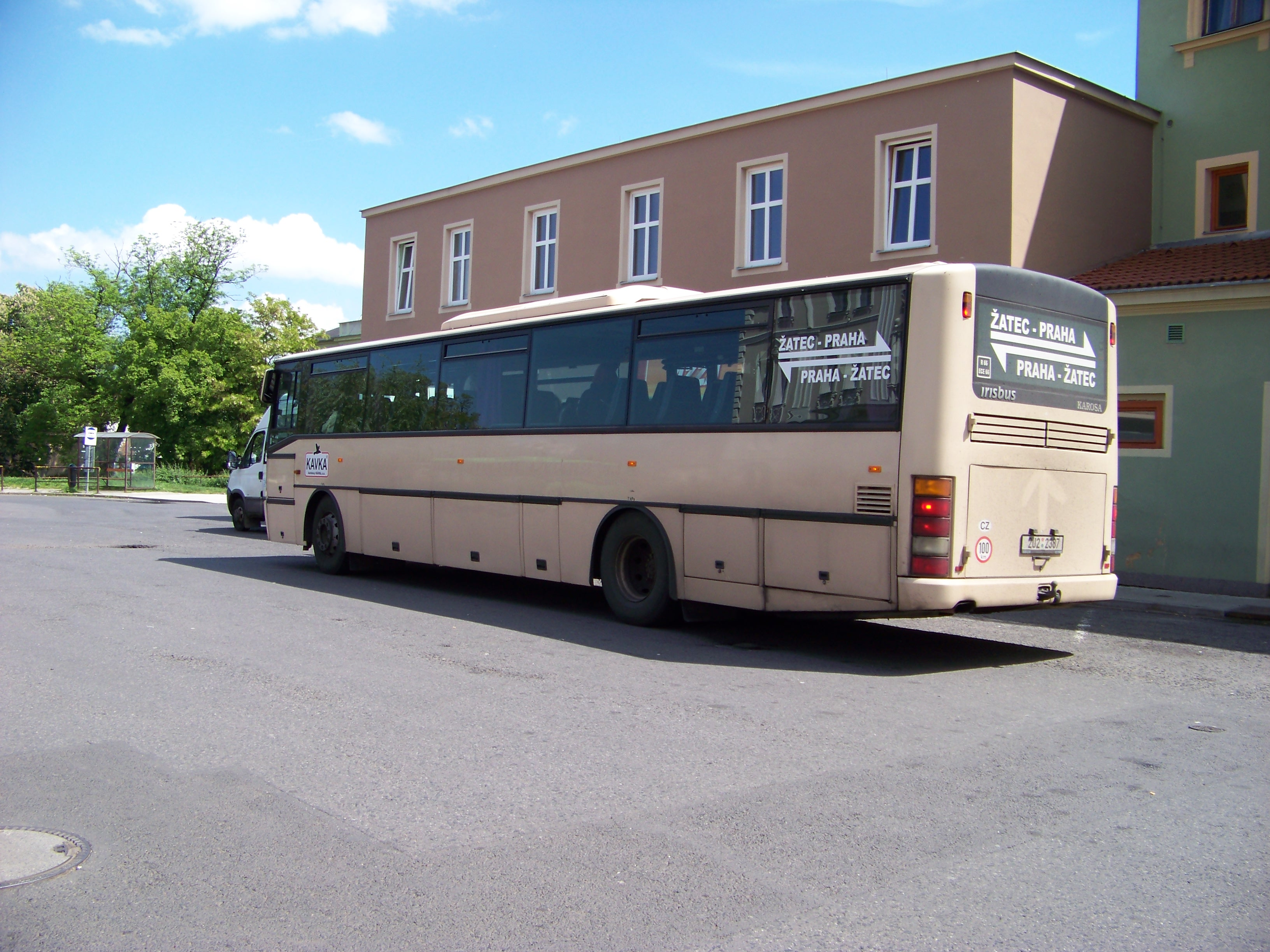
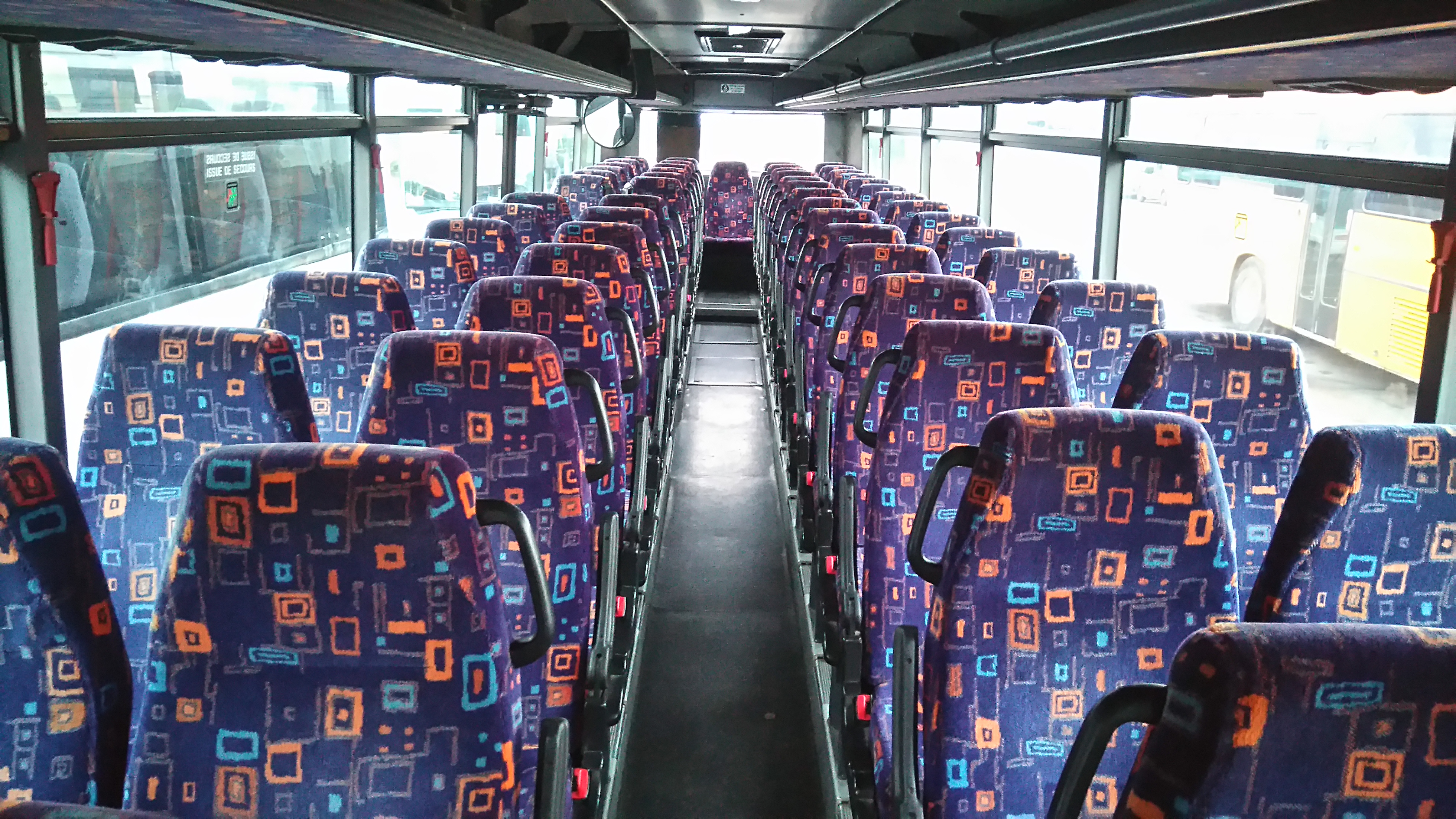
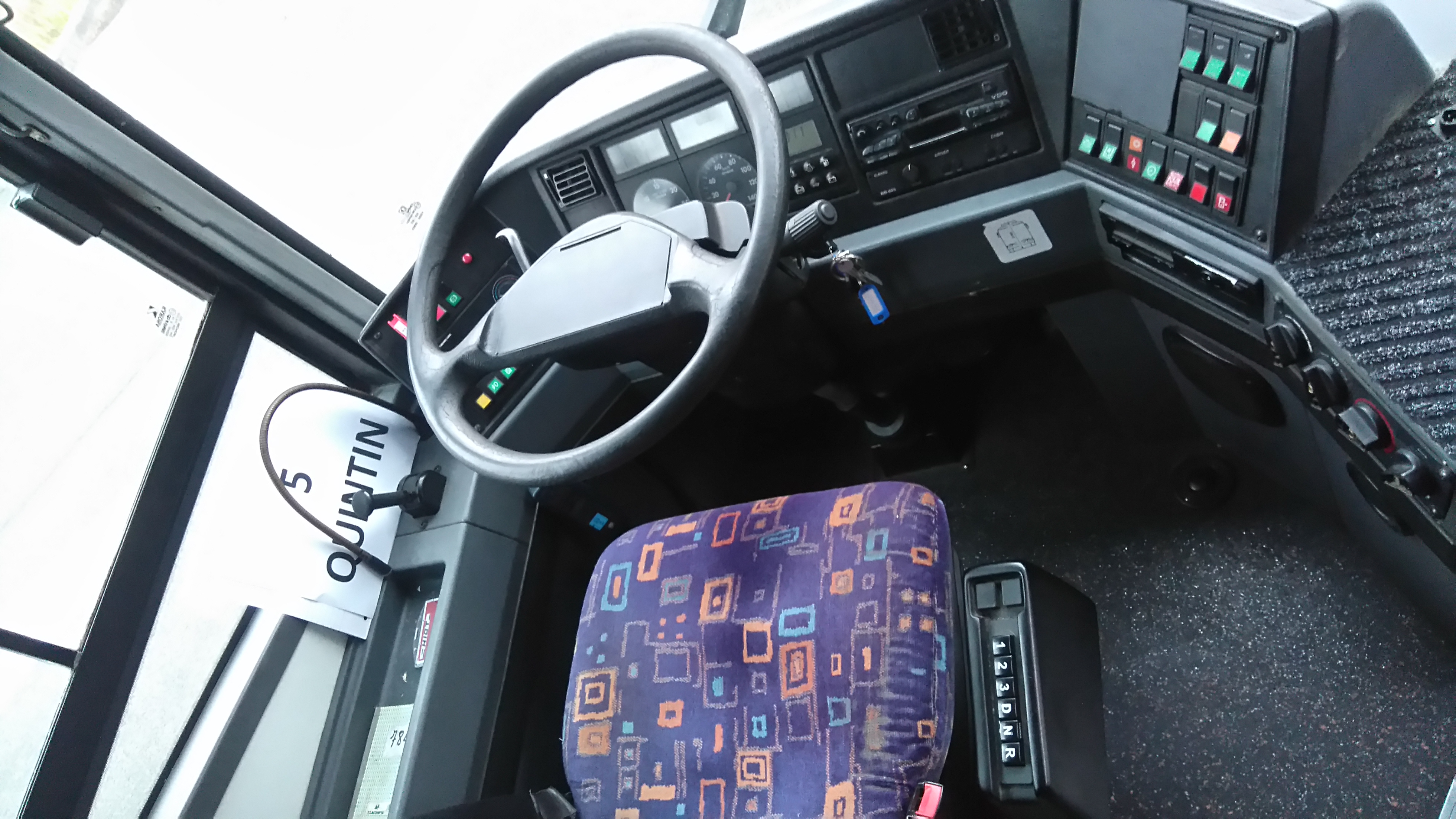

### Résumé de l'Axer
- 2001 : lancement du C 956.
- 2002 : lancement de l'Axer.
- Fin 2006 : arrêt définitif du C 956.
- Début 2007 : arrêt définitif de l'Axer.

| Générations                | Production | Dérivés de chez Karosa / Irisbus          | Modèles similaires                  |
| -------------------------- | ---------- | ----------------------------------------- | ----------------------------------- |
| Karosa C 956 (2001 - 2006) |            | Karosa C 955                              |                                     |
| Irisbus Axer (2002 - 2007) |            | Irisbus Récréo C 955 ; Irisbus Ares ligne | Iveco Myway ; Mercedes-Benz Conecto |

## Désignation du modèle
- C = interurbains (autocars).
- 9 = numéro de la succursale (la nomenclature de produits d'ingénierie) du car.
- 5 = longueur : environ 12 m.
- 6 = longue distance avec une boîte manuelle et un plus grand espace bagages (ou les lignes pour les longs trajets).

## Générations

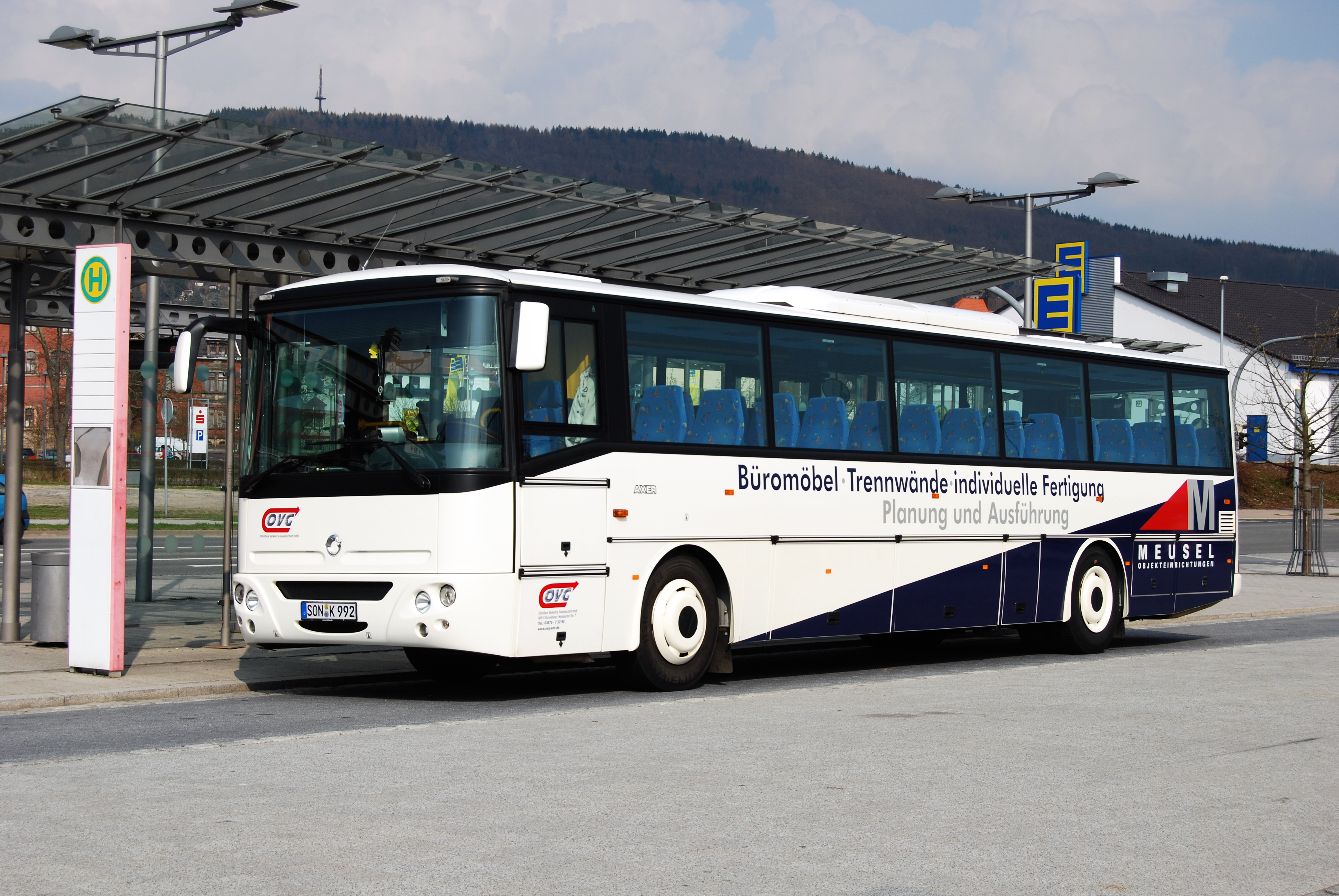
Karosa C 956.

Le C 955 / Récréo a été produit avec 2 génération de moteurs Diesel : 
- Euro 3 : construit de 2002 à 2005.
- Euro 4 : construit de 2005 à 2007.

## Les différentes versions
Les versions "Axer" seront commercialisées dans leurs pays d'origine ainsi qu'en France.
- C 956.1074 Axer
- C 956.1075 Axer
- C 956.1076 Axer

## Caractéristiques

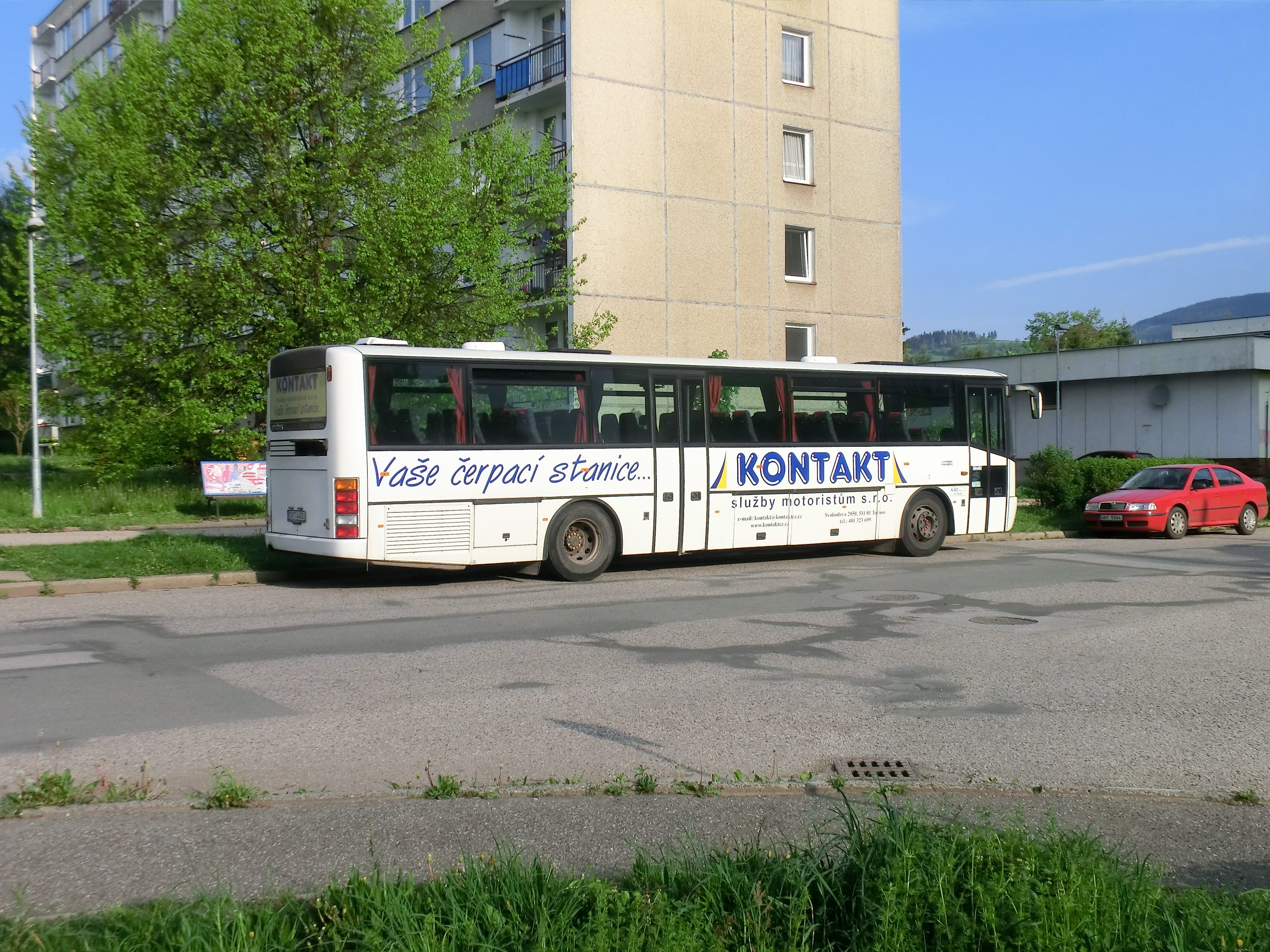
Karosa Axer

### Dimensions

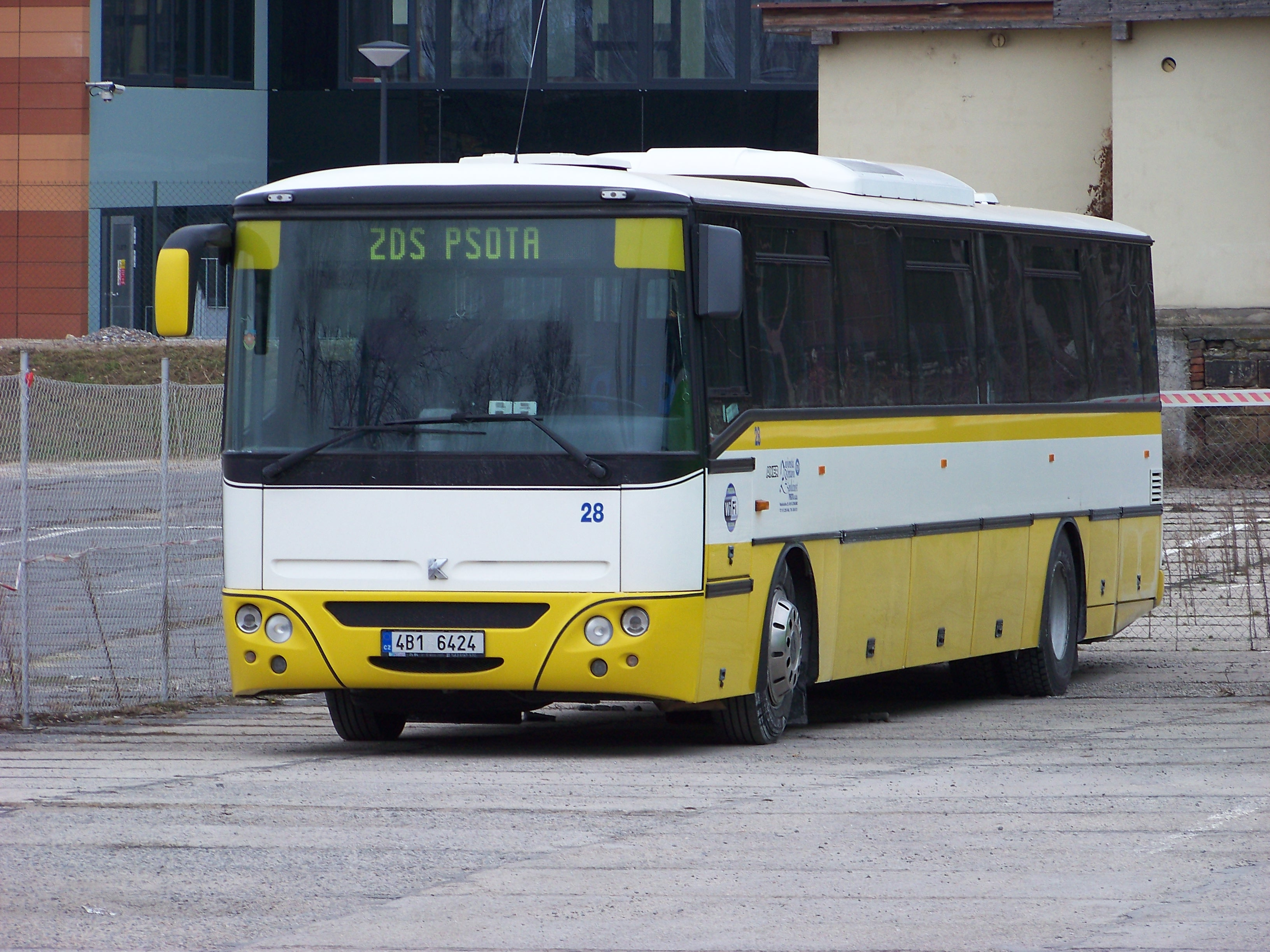

|                                   | Karosa C 956 12m Irisbus Axer 12m | Karosa C 956 12.8m Irisbus Axer 12.8m |
| --------------------------------- | --------------------------------- | ------------------------------------- |
| Longueur                          | 11 990 mm                         | 12 720 mm                             |
| Largeur (sans rétroviseurs)       | 2 500 mm                          | 2 500 mm                              |
| Hauteur (sans climatisation)      | 3 165 mm                          | 3 165 mm                              |
| Empattement                       |                                   |                                       |
| Porte-à-faux                      |                                   |                                       |
| Rayon de braquage                 |                                   |                                       |
| Angle d’attaque / Fuite           |                                   |                                       |
| Masse à vide*                     | 11 400 kg                         |                                       |
| P.T.A.C.                          | 19 000 kg                         | 19 000 kg                             |
| Capacité : assis + debout = maxi* | 49 assis                          | 61 assis                              |
| Rangement                         |                                   |                                       |
| Portes                            | 2                                 | 2                                     |
| Hauteur du plancher               |                                   |                                       |
| Réservoir à combustible           |                                   |                                       |

* = variable selon l'aménagement intérieur.

### Chaîne cinématique

#### Moteur
Les C 956 / Axer ont eu eux motorisations gazole.
- le Renault MIHR 06.20.45 (Euro 2) six cylindres en ligne de 9,8 litres avec turbocompresseur.
- l'Iveco Cursor 8 (Euro 3) six cylindres en ligne de 7,8 litres avec turbocompresseur.

Il est équipé d'une boite de vitesses manuelle ZF à 6 rapports. Certains Axer sont équipés d'une boîte de vitesses automatique Voith.
| Modèle                              | Construction | Moteur + Nom                                    | Norme Euro | Cylindrée         | Performance                  | Couple                 | Vitesse maxi* | Consommation + CO2    |
| ----------------------------------- | ------------ | ----------------------------------------------- | ---------- | ----------------- | ---------------------------- | ---------------------- | ------------- | --------------------- |
| Karosa C 956 / Axer (ZF manuelle 6) | 2002 - 2005  | 6 cylindres en ligne Renault MIHR 06.20.45 A 41 | Euro 3     | 9 840 cm3 (9,8 L) | 188 kW (256 ch) à ... tr/min | 1 080 N m à ... tr/min | 100 km/h*     | ... l/100 km ... g/km |
| Karosa C 956 / Axer (ZF manuelle 6) | 2005 - 2006  | 6 cylindres en ligne Iveco Cursor 8 F2B         | Euro 3     | 7 790 cm3 (7,8 L) | 228 kW (310 ch)              | 1 300 N m              | 100 km/h*     |                       |
| Karosa C 956 / Axer (Voith auto 4)  | 2005 - 2006  | 6 cylindres en ligne .                          | Euro 3     |                   |                              |                        | 100 km/h*     |                       |

* Bridé électroniquement à 100 km/h.

#### Boite de vitesses

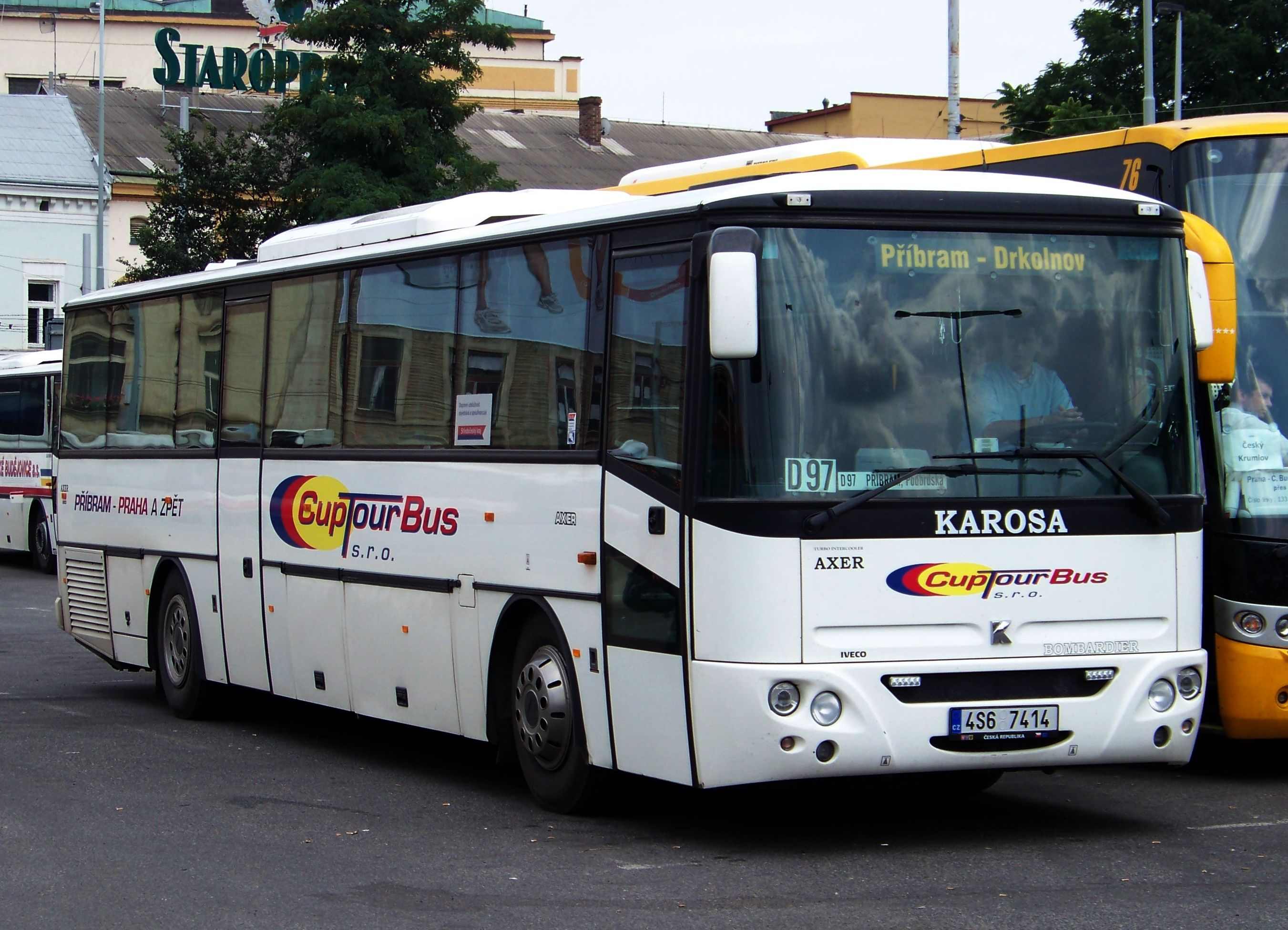

|        | Régime de ralentie | Vitesse de croisière | Vitesse maxi | Régime maxi  |
| ------ | ------------------ | -------------------- | ------------ | ------------ |
| Neutre | 500 tr/min         | -                    | -            |              |
| 1ère   | -                  | Au pas               |              | 2 700 tr/min |
| 2ème   | -                  |                      |              | 2 700 tr/min |
| 3ème   | -                  |                      |              | 2 700 tr/min |
| 4ème   | -                  |                      |              | 2 700 tr/min |
| 5ème   | -                  |                      |              | 2 700 tr/min |
| 6ème   | -                  |                      |              | 2 700 tr/min |

|        | Régime de ralentie | Vitesse de croisière | Vitesse maxi | Régime maxi |
| ------ | ------------------ | -------------------- | ------------ | ----------- |
| Neutre | 500 tr/min         | -                    | -            |             |
| 1ère   | -                  | Au pas               |              |             |
| 2ème   | -                  |                      |              |             |
| 3ème   | -                  |                      |              |             |
| 4ème   | -                  |                      |              |             |

### Mécanique
Le moteur est régi par une boîte manuelle, placée en vertical sur l'essieu arrière fait par Meritor. L'essieu avant est produit par RVI.

### Châssis et carrosserie
L'Axer est dérivé du Récréo. La face avant est en contraste avec le Récréo : modification du pare-chocs avec des phares ronds. La face arrière est la même que sur le Récréo. Deux portes à doubles vantaux sont situées à l’avant et au médian du véhicule, avec possibilité d'avoir deux portes à un vantail en option.

### Options et accessoires

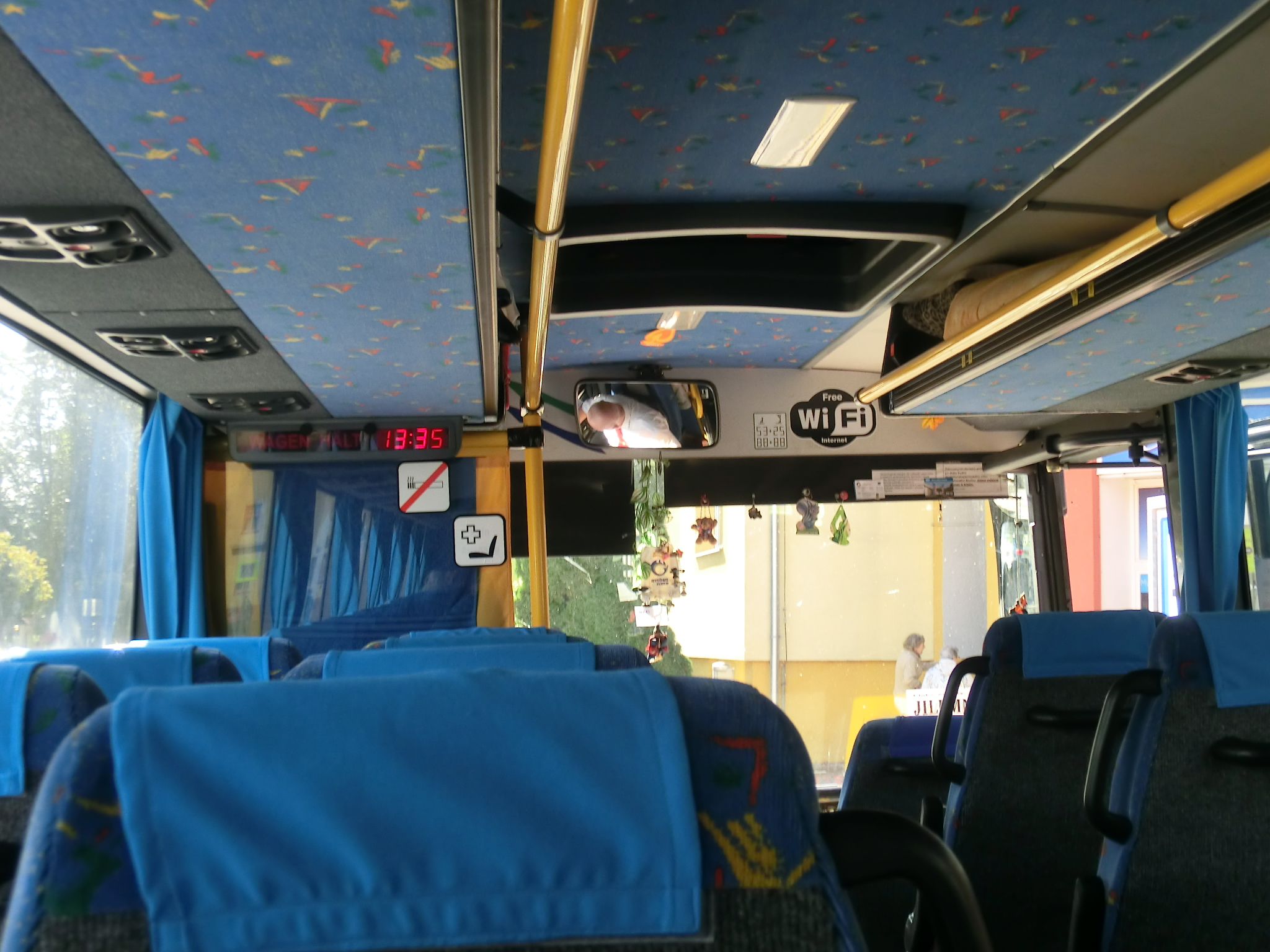

Le confort de l'Axer propose des sièges rembourrés en configuration de 2+2, avec un couloir central, placés sur un trottoir surélevé. Les ceintures de sécurité sont en deux points ou trois points. Les versions précédentes avaient cette option « en extra » : cependant les ceintures à trois points sont obligatoires sur les sièges ayant une exposition au danger (Sièges avant, médians et banquette arrière).
Selon les besoins du transporteur, l'Axer peut recevoir un système de chauffage ou de climatisation. À cela viennent s’ajouter diverses options comme une cafetière, un réfrigérateur et une télévision avec vidéo. Le conducteur dispose d'un siège chauffant avec ceinture de sécurité à trois points. Les soutes ont un volume de 6,5 m³ sur la version 12 m ou 7,65 m³ sur celle de 12.8 m. Il est intéressant de noter que ce modèle utilise un éclairage avant entièrement développé, à l'origine en 1988, pour BMW.
Il peut accueillir de 49 à 61 passagers, selon les versions.